# Naro–1
A Naro–1 (az indítóhely neve után; korábbi nevén KSLV–I, azaz Korean Space Launch Vehicle, magyarul: Koreai Űrhajózási Hordozórakéta) kétfokozatú hordozórakéta, melyet orosz segítséggel Dél-Koreában fejlesztettek. Első fokozata az orosz Angara hordozórakétákhoz fejlesztett Univerzális Rakétamodul (URM), második fokozata koreai fejlesztés. A rakétát az újonnan épült Naro űrközpontból indították.

## Indítási napló
| Sorszám | Dátum, időpont (UTC)                   | Starthely      | Teher, megrendelő | Eredmény        | Megjegyzés                                                                                    |
| ------- | -------------------------------------- | -------------- | ----------------- | --------------- | --------------------------------------------------------------------------------------------- |
| 1.      | 2009. augusztus 25. 8:00 UTC           | Naro űrközpont | STSAT–2A          | Részben sikeres | Az orrkúp egy része nem vált le, a műhold emiatt nem érte el a Föld körüli pályát             |
| 2.      | 2010. június 10. 8:01 UTC              | Naro űrközpont | STSAT–2B          | Sikertelen      | T+137 másodpercnél elveszett a kapcsolat a rakétával, valószínűleg felrobbant az első fokozat |
| 3.      | 2013. január 30. 07:00 UTC (16:00 KST) | Naro űrközpont | STSAT-2C          | sikeres         |                                                                                               |